# しまじろうシリーズの登場キャラクター
しまじろうシリーズの登場キャラクター（しまじろうシリーズのとうじょうキャラクター）では、ベネッセコーポレーションの幼児向け通信教育教材『こどもちゃれんじ』、および同教材を原作とするテレビアニメ『しましまとらのしまじろう』『はっけん たいけん だいすき! しまじろう』『しまじろう ヘソカ』『しまじろうのわお!』に登場するキャラクターについて説明する。

## メインキャラクター
『こどもちゃれんじ』創刊（1988年度、当時は「進研ゼミ幼児講座」）当初は、しまじろう、とりっぴい、らむりんのみ登場で、みみりんは1991年度に初登場。また、らむりんは1993年の『こどもちゃれんじ・すてっぷ』の3月号でしまじろうたちと初めて会うという設定になったことがあった。2012年度からはらむりんに代わってにゃっきいが登場。TVシリーズではしまじろうは必ず登場するが、最近（特に『わお』）ではその他のメインキャラクターが登場しない回もある。なお、『こどもちゃれんじ』では受講者の年齢に合わせてしまじろうも成長していくという形式を取っているため、原則としてしまじろうの年齢は決まっていない。アニメシリーズにおけるしまじろうたちの年齢は5歳（『こどもちゃれんじ・じゃんぷ』時の年齢）で固定されている。
1994年度以降の担当声優は原作となる『こどもちゃれんじ』とアニメシリーズの全メディアで原則共通である。

### 現在の登場キャラクター

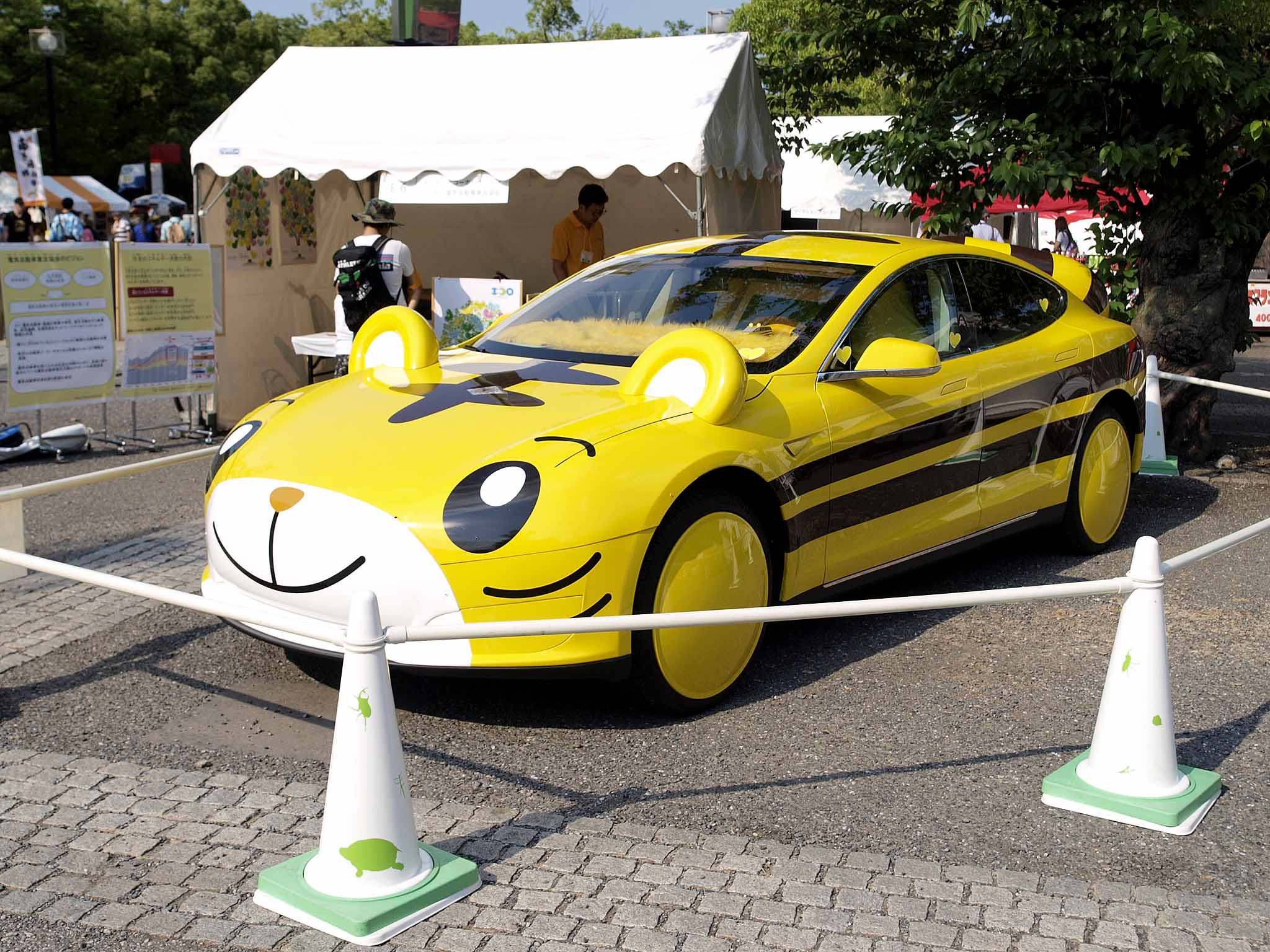
426EV しまじろうカーII

縞野 しまじろう（しまの しまじろう）
声 - 中島千里（1988年 - 1992年）、鉄炮塚葉子（1993年）、南央美
トラをモチーフにした男の子で、本作の主人公。メインキャラクターの中ではリーダー的存在。初期には「夢・夢・Doing」というキャラクターソングがあり、「しましまとらのしまじろうちゃれんじ島の仲間たち」に収録。明るく活発な性格。とりっぴいほどではないが、勝手な行動を取って両親を含めた周囲に咎められ、時折号哭することもある。友達思いな性格で、騒動の度に反省して生活上の教訓を学んでいく。私服は緑色のシャツと青色のオーバーオールを着用し、白色の靴下に青色の靴を履いている。『はっけん たいけん だいすき!』第78話 - 第101話と『ヘソカ』より、私服は白色と赤色腹ポケット付きの赤色のシャツと紺色のショートパンツを着用し、白色の靴下にオレンジの靴を履いている。『わお！』から始まる、私服は最初は青い服装に白い星のマークと赤色のショートパンツ、後に赤色のポケットシャツと青色のショートパンツを着用し、白色の靴下に青色の靴を履いている。ドーナツが大好き。他に好きなのはいちご、恐竜、昆虫、探検。得意なスポーツはサッカーで、スポーツは全般的に得意だが、水泳だけは苦手（『しまじろうヘソカ』までは苦手ではなかったが、『しまじろうのわお!』になってからは特に苦手になった）。怪談、雷、ピーマンが苦手。好きな色は赤。将来の夢はサッカー選手と昆虫博士。両親と妹（はな）の4人家族。一人称は「ぼく」。血液型はO型。ケーキのいちごは一番先に食べる派。
2000年度まではちゃれんじ園に入園するという設定が存在していなかった。
2008年4月より、P&Gの紙おむつ「パンパース」のパッケージにも登場している。
2006年から2010年3月まではロイヤルホストの子供向けメニューのイメージキャラクターに起用されていた。
2014年4月24日までしまじろうのブラウザゲームがあり、しまじろうの公式サイト「しまじろうひろば」のブラウザゲーム公開ページである「しまじろうと遊ぼう」で遊べた。しまじろうに関係するキッズコンピュータ・ピコのソフトが2つ存在する。
南関東競馬場には、しまじろうの名前を使ったニイタカシマジロウ（2005年生、栗毛、大井・朝倉実厩舎、馬主・藤本富士子）という競走馬が実在した。なお、同馬のメンコはしまじろうの顔のものをモチーフにしている。
しまじろうの顔をモチーフとした「しまじろうカー」が実在する。初代は「426GT しまじろうカー」（ベースはトヨタ・エスティマハイブリッド）といい、トミカにおいて「しまじろうカー」の名で模型化された。市販用（2009年3月 - 2013年3月発売）とこどもちゃれんじ20周年記念で生産された非売品（2009年2月からこどもちゃれんじの紹介制度の景品として配布された）のものの2種が存在した。2013年にはこどもちゃれんじ25周年記念として「426EV しまじろうカーII」（ベースはテスラ・モデルS）が製作され、同車両もトミカにおいて「ドリームトミカ しまじろうカーII」の名で模型化されている。こちらも市販用（2014年3月発売）と2014年2月から紹介制度の景品として配布された非売品（市販用とは外箱のデザインが異なる）が存在する。さらに、2019年9月に行われたBMWのビナウォークでは同社のi3をベースとした「しまじろうカー」が展示され、同月3日には平塚支店でも展示された。
緑原 みみりん（みどりはら みみりん）
声 - 渡辺菜生子（1991年 - 1993年）、高橋美紀
うさぎをモチーフにした女の子。1991年度より登場。家は花屋。一人称は「みみりん」。教材では成長すると「私」に変わる。得意なことは走ること。いちごのショートケーキと可愛いものが大好き。初期では「願いを込めて…」というキャラクターソングがあり、「しましまとらのしまじろうちゃれんじ島の仲間たち」に収録。ヘビと毛虫（『わお!』の一部では、虫も嫌いだった）が苦手で、うさぎでありながらにんじんも苦手。好きな色はピンク。出っ歯が特徴的で、スカートの尻部の辺りからしっぽを出している。私服は黄色のワイシャツ。と赤色のサロペットスカートを着用し、白色の靴下にピンクの靴を履いている。『はっけん たいけん だいすき!』第78話 - 第101話と『ヘソカ』より、私服はピンクのパフスリーブブラウスと水色のスカートを着用し、白色の靴下に赤色の靴を履いている。私服はグレーのドレスとピンクのカーディガンを着用し、青色のハイソックスにピンクのメリージェーンを履いている。耳飾りのリボンを付けているが、これはらむりんが引っ越す際にお礼にもらった物である（初期かららむりん降板までは花を付けていた）。誰とでも仲良くなれる明るい性格だが、若干ドジでわがままで甘えん坊なところもあり、泣き虫である。歌が好きで、ママが買ったカラオケセットで自慢の歌を披露している。ケーキのいちごは最後まで残す派。お姫様になりたいと思っているが、アイドルになりたいと考えたこともある、絵かき、花、人形、ピアノ。他になりたい職業は看護師や花屋など。兄弟はいないという所謂一人っ子。10月10日午前10時10分生まれ。血液型はB型。2012年3月号まで『こどもちゃれんじ・ほっぷ』からの登場で、2012年12月号から『こどもちゃれんじ・ぽけっと』からの登場で、2013年12月号から『こどもちゃれんじ・ぷち』からの登場。らむりんの降板、にゃっきいの登場により（にゃっきいは2人兄妹）メインキャラクターでは唯一の一人っ子になった。
空野 とりっぴい（そらの とりっぴい）
声 - 三田ゆう子（1988年 - 1993年）、山崎たくみ
オウムをモチーフにした男の子。お調子者でよく喋り、口が軽いので、重要な話をするときには仲間はずれにされることも度々。初期では「サンバでチャチャチャ」というキャラクターソングがあり「しましまとらのしまじろうちゃれんじ島の仲間たち」に収録。私服は赤色のリボンと紺色のチョッキを履いている。『はっけん たいけん だいすき!』第78話 - 第101話と『ヘソカ』より、私服は赤色のリボンと黄色のシャツと紫色のジャケットを履いている。私服は赤色と白色のリボンと紺色と白色のシャツとグレーのショートパンツを履いている。歌が好きで、将来の夢は歌手。他になりたい職業はカメラマン。たこ焼きが大好きで、雷とお化け、怪談や静かな場所が苦手。ラッキョウと納豆も苦手。好きな色は青。メインキャラクターの中で唯一空を飛ぶことができ、鳥と会話する能力があるので、探し物の時にはよく扱き使われる。きまぐれな性格で優柔不断な面がある。方向オンチ。水族館に家族で行ったときに、勝手な行動をして迷子になってしまったことがあった。自らが得することに関しての考えをよくする。ケーキのいちごはいちごを倒さないように周りを食べる派。両親と祖母、3つ子の弟妹の7人家族で、一家の顔を模した木の家に住んでいる（現在のとりっぴいの家はその設定ではなくなった）。1月1日（元日）午前7時生まれ。一人称は「とりっぴい」テレビアニメ初期の頃は「僕」、キッズコンピューター・ピコ用ゲームソフト『しましまとらのしまじろう たのしいいちにち』のオープニングでは「おいら」。血液型はO型。「とりっぴー」「トリッピー」「とりっぴぃ」は誤表記。2012年3月号まで『こどもちゃれんじ・すてっぷ』からの登場で、2012年4月号から『こどもちゃれんじ・ほっぷ』からの登場。
桃山 にゃっきい（ももやま にゃっきい）
声 - 杉本沙織（2012年度 - 2017年5月13日、2018年4月7日 - 2021年12月18日、映画「しまじろうとフフのだいぼうけん」〜「しまじろうとキラキラおうこくのおうじさま」）、鈴木真仁（2017年5月20日から2018年3月31日まで代役、および2021年12月25日以降、映画「ミラクルじまのなないろカーネーション」以降）
2012年度よりらむりんに代わって登場。猫をモチーフにした女の子。かけっこや木登りが大好きで、将来の夢は陸上競技のオリンピック選手になることとパティシエール。私服は黄色に黒の線が入ったシャツと黒のショートパンツを着用し、黒の靴下にに黒色のスニーカーを履いている。後にグレーのシャツと紫色のベストとティールのショートパンツを着用し、白色と紫色のハイソックスに紫色のスニーカーを履いている。サッカーなど体を動かすことが好きだが、しまじろうと同じくプールが苦手。葡萄が大好物。好きな色は黄色。らむりんよりさらに男勝りの性格であり、ガキ大将のぞうたですら頭が上がらない。負けず嫌いで頑張り屋なところがある。負けず嫌い故、つい試合で勝ちたいがために、キツいことを言ってしまったことから涙を流して泣いてしまう繊細な面もある。ケーキのいちごはケーキを食べる途中に食べる派。母と祖母、兄の4人家族で住んでいる。4月4日午前4時生まれ。一人称は「わたし」。血液型はA型。2012年4月号から『こどもちゃれんじ・すてっぷ』『こどもちゃれんじ・じゃんぷ』に登場。
にゃっきいの父については（2020年5月現在）作中に登場したことはないが、ちゃれんじ島とは別の島で働いており、にゃっきいとは別の家に住んでいるとのこと。

### 過去の登場キャラクター
牧場 らむりん（まきば らむりん）
声 - 中島千里（1988年 - ?）、金丸日向子（? - 1993年）、杉本沙織
羊をモチーフにした女の子。父親が画家であることもあって、絵を描くことが趣味で得意で、将来の夢も父のような画家になることである。花とプリンが大好きで、お化けが苦手。走るのはあまり得意ではないらしい。得意なスポーツは相撲と柔道。私服は白色のワイシャツとマゼンタのつなぎを着用し、白色の靴下に赤色の靴を履いている。『しましまとらのしまじろう』第395話以降のバンダナ着用時と第433話 - 第726話、『はっけん たいけん だいすき!』第1話〜第77話まで、私服は白色のシャツと紫色のベストを着用し、白色の靴下と赤色と黄色と白色の靴を履いている。『はっけん たいけん だいすき!』第78話 - 第101話と『ヘソカ』より、わたし服はオレンジのシャツと黄色のイニシャル(R)が付いたTシャツと紺色のキャロットスカートと紺色のズボンを着用し、白色の靴下に赤色と黄色と白色の靴を履いている。初めは頭にリボンをつけていたが、『しましまとらのしまじろう』第395話「おいもほり」で初めてバンダナをつけ、以降はバンダナとリボンを並行し、第433話「とりっぴいの天気予報」以降は完全にバンダナに移行した。バンダナの色はピンクが主だが、時期や作品によっては違う色のものをつけるときもある。初期では「ファイト!」というキャラクターソングがあり、「しましまとらのしまじろうちゃれんじ島の仲間たち」に収録。他のメインキャラクターに比べて精神年齢は高いようで、「お姉さん的存在」である。男勝りな性格。「怪しい」が口癖で、よからぬことを企む相手にはすぐに疑いの目を向ける鋭い観察眼の持ち主。また他のキャラクターが約束を忘れたり、散らかして物が見つからなくなってしまうことがしばしばある中、そういう失敗をほとんどしないしっかり者でもある。姉妹はいない。3月3日午前3時3分生まれ。一人称は「わたし」。血液型はAB型。『こどもちゃれんじ・じゃんぷ』からの登場だったが、2011年度を最後に登場しなくなった。アニメでは『しまじろうヘソカ』第101話（『はっけん たいけん だいすき!しまじろう』から数えて第202話）「さよなら らむりん」（2012年3月26日放送〈テレビ東京系列〉）にて父親の家へ引っ越すことになり、以後のアニメシリーズでは登場しなくなったが、2013年10月7日放送の歌「きみに あえたね」と映画「まほうのしまの だいぼうけん」の休憩タイムに限り登場している。公式Twitterによれば、父親の仕事の都合でフランスへ引っ越したという。
降板の理由は、現代（降板時期の2010年代序盤）の女の子としてのリアリティに欠ける上、ワーキングマザーやシングルマザーが増えたためであり、その社会情勢に合わせた家庭であるにゃっきい一家と交代する形で降板となった。

## メインキャラクターの家族

### 現在の登場キャラクター

#### 縞野家
縞野 しまたろう（しまの しまたろう）
声 - 茶風林、岡村明美（少年時代）
しまじろうの父。郵便配達員。がっしりとした体格をしている。日曜大工をするが不出来なものが多く、椅子を作った際は最終的に積み木になってしまった。料理が苦手で、ご飯を作るとしまじろうははなが落ちこんでいる様子を補足する意味で父親に「美味しくない」と言った。しまじろうの発言などから、尊敬されている模様。みみりんのお父さんと幼馴染で、「そうちゃん」「たろちゃん」と呼び合う仲。初期の子供の頃の姿は大人の姿同様、太っていたが、最近の子供時代の姿はしまじろうそっくりである。『しまじろうのわお！』以降はやや肥満気味にも見える体格を気にする発言が多い。血液型はO型。妻のさくらと違いしまじろうとはなを叱ることはほぼない。かつてはしまじろうやはなが泣いたときに見かねて「泣くのはやめなさい！」と一喝したことがあったが、現在は「〜はどうしてだと思う」と相手を考えさせて諭させる機会が多くなった。また休日出勤の夕食時、弁当を開いたときに肩たたき券をみて、家族を思ったのか涙を流した一面もある。
縞野 さくら（しまの さくら）
声 - 井上喜久子、篠原恵美（『しましまとらのしまじろう』205話〜230話代役）
しまじろうの母。旧姓：縞田。かつての設定では専業主婦だったが、2020年度以降はライターの仕事をするようになった。夫より2歳年下。長身で、昔バレエを習っておりダンスが得意。血液型はA型。普段は優しいが躾には厳しく、しまじろうたちも頭が上がらない。『しまじろうのわお!』では、父の仕事を格好悪いと決めつけたたしまじろうに怒って体罰を加えようとしたこともある。「おとうさん ふとったの？」では嫉妬深いなどの一面が見受けられる。幼少期ははなに似た外見であり、しまじろうと同じく昆虫好きだった。
縞野 はな/縞野 ハナ（しまの はな）
声 - 高橋美紀
しまじろうの妹。愛称ははなちゃん。1993年から登場。3歳。本作の第二主人公。赤やピンクのリボンをつけている。かつては袖付きの襟付きのTシャツの上に緑（赤）色のオールインワンを着て真ん中にチューリップの絵柄が描いてあった。かつてはしまじろうたちのように綺麗な日本語を話していたが、幼いため、「さ行」を「た行」で発音したりする（「ちゅまんない」「あんがと」「め（へぇ）（いけません）」「よてぃよち」など）。一人称は「はなたん」で基本的には呼び捨てにされることはない。兄のしまじろうのことが大好きだが、とりっぴいの妹のりりに「しまじろうお兄ちゃん」と呼ばれているのを見てやきもちを焼いたことがある。兄ちゃんになってほしいととと、りり、ぴぴはせがむ。はなはかえる柄のタオルをしまじろうが使ったから洗濯したいとお願いしたが、しまじろうが拒否したため怒った。そのときはなは兄になってほしいとせがむとりっぴいの子供たちにはなは泣きながら「しまじろうが本当のお兄さんだからめへぇ!!」と諭す場面があった。カエルのおもちゃ（本人は「カエルたん」〈かつては「ぴょこたん」〉と呼んだ）とバナナが好き。負けず嫌いで転んだり、思ったことを要求しないと怒ったり泣きながら癇癪を起こしたりする。また家族や仲間思いで義理人情や徳を重んじる一面もある。4月4日午前10時生まれ。血液型はA型。『しまじろうのわお!』では、人気俳優の出演する映画に出演したことがあった。また、ツメタガイなどクセの強い食べ物も好む傾向も見られる。顔も最初はしまじろうと同じ顔だが、後にさくらに近い顔となった。尻尾も最初はなかったが、長らく縞模様が3つの状態が続いたが、『ヘソカ』以降はしまじろうと同じ尻尾の長さとなっている。
縞野 すみれ（しまの すみれ）
声 - 髙月希海
しまじろうの父方の祖母。しまじろうとは別の家に住んでいる。時々、しまじろうの家に遊びに来る。
縞野 しまきち / 縞野 しま吉（しまの しまきち）
声 - 長嶝高士
しまじろうの父方の祖父。おばあちゃんと住んでいる。『しまじろうのわお！』の542話の回想シーンでは子供時代のしまきちが登場したが、しまたろう同様、しまじろうそっくりで子供時代から眼鏡をかけている。
縞田 もみじ（しまだ もみじ）
声 - 有馬瑞香
しまじろうの母方の祖母。遠い外国に住んでいたが、『しまじろうのわお!』の486話で初登場し、しまじろうの住んでいる町の隣町に引っ越してきたことを明かした。その後、準レギュラーとして登場するようになった。しまじろう自身はかなり久しぶりに会ったためか、最初は誰だかわからなかった。なお、みみりんやとりっぴい、にゃっきいのことはしまじろうが小さいころに描いた絵をみて知った。『しましまとらのしまじろう』にはしまじろうの母方のいとこのトミーが登場していたが、彼のことには触れられていなかった。
縞田 しますけ（しまだ しますけ）
声 - 楠見尚己
しまじろうの母方の祖父。大学の先生をしている。家には古代のお面や土器などが置いてある。しまじろうの父方の親戚の子供にも同じ名前の子供はいるが、関連性は不明。TVシリーズには『しまじろうのわお!』の529話で初登場。教え子にはガオガオやリチャードがいる。ぽんたろうの祖父のぽんざえもんとも昔からの知り合いである。昔から撮影担当に回ることが多いためか、写真に自分が写ったことがないらしい。
縞野 しまと（しまの しまと）
声 - 日向ゆきこ
しまじろうの母方（緑色のリボンを付けている母親）のいとこ。最初しまとがベットで眠ろうとしたとき、さくらに抱っこされて捕られしまうと勘違いしたはなが「はなたんのベット、ねんねだめ!!」と手に力を込めて号哭してしまった。ハイハイできるようになってからははながしまとにあわせようとしまじろうが提案するが逆の立場を主張するはなは拒絶をする。しまたろうがハイハイしたことを思い出すと言うが、ハイハイを覚えていないしまとにはなが核心を語り「しまとはなのことを忘れたらめへぇ!!」と落ち込んでしまった。

#### 緑原家
緑原 草太（みどりはら そうた）
声 - 島田敏
みみりんの父。花屋「フラワーショップみどりはら」を経営している。日曜大工が得意。『しまじろうヘソカ』以前と『しまじろうのわお!』以降で性格の設定が変更されている。アニメ初期の職業は消防士で、途中の話で長年の夢だった花屋の商売を始めることになる。しまたろうとは幼馴染で、「たろちゃん」と呼び、今でも仲が良い。また、よくみみりんを心配することが多い（『しまじろうのわお!』ではそれが顕著になった）。
緑原 れんげ（みどりはら れんげ）
声 - 安達忍
みみりんの母。夫の経営している花屋の手伝いをしている。ママさんバレーが得意。夫より5歳年上。

#### 空野家
空野 とりごろう（そらの とりごろう）
声 - 伊藤栄次
とりっぴいの父。かなり高度な技術を持つ電気技師であり、電器店を経営する傍ら様々な施設の配電工事などの仕事も請け負っている。少年野球の監督も務める。粋な江戸っ子で「てやんでい!」が口癖。演歌が得意。そそっかしい性格。
空野 かなえ（そらの かなえ）
声 - 堀越真己
とりっぴいの母。専業主婦。町内会会長も務める。いわゆる肝っ玉母ちゃんで、男口調で話すことが多い。
空野 みちよ（そらの みちよ）
声 - 紗ゆり→西宏子（『しまじろうのわお!』以降）
とりっぴいの父方の祖母。エレキギターと歌が大好きで、老人仲間とバンドを結成していたりする元気なおばあさん。また、にゃっきぃの祖母のよりことメイばあさん、たま子先生を引き連れてロックをやったこともある。とりごろう曰く「20歳でロックの世界に入った」らしい（いわゆるオヤジバンドならぬグランマバンドを結成したらしい）。悩みを抱えたとりっぴいに、ギターと刺激的な歌声でサポートする。野球をするとホームランを打つほど元気いっぱい。活発。ピンク色の髪とラウンドタイプのサングラスが特徴。本作最長老であり、古い言い伝えなどにも詳しい。とりっぴいからは「ばあちゃん」と呼ばれる。
とりっぴいのじいちゃん
声 - 茶風林
とりっぴいの祖父。『しましまとらのしまじろう』では第2話Aパート「おねしょで大冒険」と第10話Aパート「じいちゃんの謎時計」のみに登場し、それ以降登場していなかったが、『しまじろうのわお!』の第561話「じいちゃんにあいたい」ではすでに故人で、とりごろうと同じ元大工であることが判明した。
空野 とと（そらの とと）、空野 りり（そらの りり）、空野 ぴぴ（そらの ぴぴ）
声 - 山崎たくみ（りりのみ途中から南央美）
とりっぴいの3つ子の弟妹。とととぴぴは男の子で、りりは女の子。黒猫3兄弟同様、見分けがつけにくいが、服についている名前の頭文字のアルファベットで見分けられる。アニメ初期はりりも男の子で3つ子の弟という設定だったが、途中で妹という設定に変更され、リボンや長い睫毛など女の子っぽい容姿となった。それに合わせて声優も変更（声 - 山崎たくみ→南央美）。基本的には3人揃って登場するが、りりしか登場しないエピソードも存在する。

#### 桃山家
桃山 ねね（ももやま ねね）
声 - 小幡あけみ
にゃっきいの母。出版社勤務でかなり忙しいらしく、子供たちの面倒は専ら母のよりこに任せている。料理が少し苦手。
桃山 よりこ（ももやま よりこ）
声 - 小林優子
にゃっきいの祖母。料理が得意で、忙しいねねに代わり子供たちの世話役となっている。とりっぴいの祖母のみちよとメイばあさんの3人でロックをやったこともある。
桃山 にいすけ（ももやま にいすけ）
声 - 優希知冴
にゃっきいの兄。小学生。にゃっきいの2歳年上。一人称は「おれ」。手先が器用で砂遊びでも精巧な建物などを難なく作る。ピアノが苦手。しまじろうやその友達からも兄のように親しくされることも多いが、同い年のあみりいをよくライバル視することもある。

### 過去の登場キャラクター

#### 牧場家
牧場 まっせい（まきば まっせい）
声 - 飛田展男
らむりんの父。芸術家。絵や彫刻などその芸術の分野は広い。牧場家の住まいである三角形のデザインの家も彼の設計。家にアトリエがあり、妻より家にいることが多い。主に本の挿絵などを書いて生計を立てているようである。仕事の都合でフランスへ引っ越した。
牧場 ゆめこ（まきば ゆめこ）
声 - 小林優子
らむりんの母。ピアニスト。夫の仕事の都合でフランスへ引っ越した。

#### 縞野家
トミー
声 - 坂本千夏
しまじろうの母方のいとこ（さくらの兄の子供）。格好つけたがりで、英語の単語を交えた独特の喋り方をする。そのためとりっぴいなど一部のキャラクターとは馬が合わないよう。10月3日生まれ。好きな食べ物はハンバーグ。ブーメランが得意。元々は『こどもちゃれんじ』の英語のコーナーに登場するキャラクターだったが、2000年度の『こどもちゃれんじ・すてっぷ』『こどもちゃれんじ・じゃんぷ』を最後に登場しなくなった。現在は英語教材でもしまじろうが使われており、トミーは登場しない。アニメでは放送2年目の53回放送に初登場。一時期はかなりの頻度で登場しており、オープニングアニメーションやエンドカードにもしまじろうたちと一緒に登場するなどしていた。227回放送を境にトミー本人が直接、新たなエピソードに登場することはなくなったがその後もしばらくはBパートでの再放送や他キャラクターからの言及などで登場し続けていた。しかし、2001年頃を最後にそれらもなくなり、最後まで登場し続けていたオープニングアニメーションも510回放送から一新されたことに伴い完全に登場しなくなる。劇場版では『しまじろうの大冒険 昆虫の国のおともだち』にのみ登場。『しまじろうのわお!』ではしまじろうの母方の祖母の縞田もみじと祖父のしますけが登場したが、トミー自身は縞田性を名乗ったことはない。

## ちゃれんじ園の園児・関係者
『しまじろう ヘソカ』2011年4月4日放送（テレビ東京系列）以後、テレビアニメも「ちゃれんじ園」が舞台になり、これまで『こどもちゃれんじ』に登場していた「ちゃれんじ園のお友達」のキャラクターがテレビにも登場するようになった。2024年現在、まるりん、たまさぶろう、かんた、くまっきい、さくらこ、けんと以外の家族構成は不明。『はっけんたいけんだいすき!しまじろう』ではさくらこときっこにそっくりな女の子が登場していたが本人であるかどうかは不明。

### 現在の登場キャラクター
いけの ぞうた
声 - 笹森亜希
ゾウをモチーフにした男の子。ガキ大将タイプであり、暴れん坊で食いしん坊。憎まれ役ではあるが根は悪い子ではない。ただ、気の強いにゃっきいには頭が上がらない。ダジャレを言うのが好き。『ヘソカ』時代は水泳が苦手だった。将来の夢はヒーローになること。誕生日は6月6日。
かばやま かんた
声 - 丸山ゆう
カバをモチーフにした男の子。家の池で「のしのし」というカメを飼っている。将来の夢は保育士。誕生日は8月8日。また、父のかんきち（声 - 飛田展男）は病院で医者をしている。
きむら もんた
声 - 宗川めぐみ
さるをモチーフにした男の子。図鑑を読むことや、星を見ることが好き。将来の夢は新幹線の運転手。大きな眼鏡が印象的。誕生日はとりっぴいと同じ1月1日。
くさの きりんた
声 - 島形麻衣奈
キリンをモチーフにした男の子。ちゃれんじ園入園前からしまじろうと友達だった。いたずらっ子で空手が得意。ライオンポリスを「ヒーロー」として尊敬している。将来の夢は警察官。誕生日は9月9日。
こいぬま さくらこ
声 - 丸山ゆう
犬をモチーフにした女の子。おしゃべりと歌が好きで、運動が苦手。将来の夢は歌手。5歳年上の兄がいる。父親のりょうへい（声 - 利根健太郎）は料理人で、時々テレビにも出演している。さくらこと同じ運動が苦手。誕生日はらむりんと同じ3月3日。かつては5月生まれという設定だった。
こしば　けんと
声 - 赤﨑千夏
柴犬をモチーフにした男の子。落ち着いた性格。乗り物・電車ごっこ、電車撮影が好き。誕生日は12月20日または12月12日。2005年度以前は登場していなかった。母親のせん（声 - 岡本ナミ）は車掌をしている。
ささき まるりん
声 - 豊崎愛生
パンダをモチーフにした女の子。恥ずかしがり屋だが本当は芯が強い。家はパン屋で、メロンパンが大好き。苦手な野菜はない。誕生日は7月7日。父親はまるた（声 - うえだゆうじ）、母親はささこ（声 - 小島幸子）で、パンの世界大会で優勝したり、世界で活躍しているらしく、父親との出会いもパン大会らしい。
はやしだ きっこ
声 - 平野妹
狐をモチーフにした女の子。泳ぐことが好きで、イルカの調教師になることが夢。誕生日は11月1日または11月11日。少々言い方がきついにゃっきいに反発したこともあるが、実は大好きで大の仲良し。一度は言葉のきつさに耐え切れず逃げ出したものの戻ってきてハンカチを貸してくれたやさしい面がある。トマトが苦手。アニメ、原作ともに現時点では未登場だが、双子の兄のこんすけとこんじがいる。
兵藤 たまさぶろう（ひょうどう たまさぶろう）
声 - 永澤菜教
人気子役でイケメン。ヒョウをモチーフにした男の子で原作の『こどもちゃれんじ』には登場しないテレビオリジナルキャラクターである。通称「たまさま」。誕生日は3月3日。当初は子役で有名であることに鼻にかけていたが、しまじろうのやさしさに触れ友達になった。お調子者の部分があり、しまじろうたちとは孤立してしまうところがある。お母さんのまどか（声 - 斎藤千和）には頭が上がらない。キメポーズと「僕、出来る子だから」が口癖。
ましろ くまっきい
声 - 戸田亜紀子
しろくまをモチーフにした女の子のキャラクター。アニメでは『しまじろうのわお!』第227話（『はっけん たいけん だいすき!しまじろう』から数えて第430話）「あたらしい おともだち」（2016年9月3日放送〈テレビ東京系列〉）にて初登場。『こどもちゃれんじ』では2018年度より登場する。食欲旺盛で、元気いっぱい。力もぞうたよりあるらしいが、ぞうたにからかわれて泣いてしまったり、おままごとが好きなど、女の子らしい一面も持っている。また、注射が苦手らしい。父のぎんじろう（声 - 中村大樹）と母のゆきえ（声 - 小橋知子）はコンビニを経営している。『しまじろうのわお!』第575話「ようこそ！ あかちゃん」からは弟のくうま（声 - 佐藤はな）が登場している。誕生日は2月2日。
たろ
犬をモチーフにした男の子のキャラクター。上級生で、「おてつだいたい」のメンバーの一員である。
ごんた
ゴリラをモチーフにした男の子のキャラクター。上級生で、「おてつだいたい」のメンバーの一員である。
にゃみえ
猫をモチーフにした女の子のキャラクター。上級生で、「おてつだいたい」のメンバーの一員である。

### 過去の登場キャラクター
とんだ ぶうた
声 - 戸田亜紀子
豚をモチーフにした男の子のキャラクター。泣き虫であり、甘えん坊。好物はラーメン。将来の夢は本人いわく「いっぱいあって決められない」。誕生日は2月2日。いつも親友のぞうたと行動してしまじろうたちをからかったりするが根はぞうたと同じく悪い子ではない。
アニメでは『しまじろうのわお!』第204話（『はっけん たいけん だいすき!しまじろう』から数えて第406話）「ずっと ずっと ともだちだよ」（2016年3月19日放送〈テレビ東京系列〉）にて別の島に引っ越し、以後のアニメシリーズには登場しなくなった。その後、『こどもちゃれんじ』においても2017年度を最後に登場しなくなった。

### 先生
いぬこ先生
声 - 宗川めぐみ
犬をモチーフにした女性の幼稚園教諭のキャラクター。『こどもちゃれんじ・ほっぷ』に登場。
しかの しかこ先生
声 - 赤﨑千夏
鹿をモチーフにした女性の幼稚園教諭のキャラクター。テキパキとした性格。ちゃれんじ園の教諭たちの中で最年少。優しい性格で担任のしまじろうたちのことが大好き。『こどもちゃれんじ・すてっぷ』に登場。恋人募集中らしい。弟がいる。
くうこ先生
声 - 小幡あけみ
くまをモチーフにした女性の幼稚園教諭のキャラクター。『こどもちゃれんじ・じゃんぷ』に登場。
くまごろう先生
くまをモチーフにした男性の幼稚園教諭のキャラクター。『こどもちゃれんじ・じゃんぷ』に登場。
園長先生
声 - 星野充昭
くまをモチーフにした男性の園長先生のキャラクター。本名未出。ダジャレやジョークが大好きで、自分で言ったダジャレで一人で爆笑している。

## その他のキャラクター

### 『こどもちゃれんじ』の登場キャラクター
みーちゃん
猫をモチーフにした女の子のキャラクター。しまじろうの最初の友達として『こどもちゃれんじ・ぷち』に登場するが、『こどもちゃれんじ・ぽけっと』以降は一切登場しなくなる。
ライオンポリス
声 - 山崎たくみ
ライオンをモチーフにした成人男性のキャラクター。本名未出。歩行者用信号の青の点滅のことを「青チカチカ」と呼ぶ。警察官。『しまじろうのわお！』にも登場しており、いとこにライオン教官（声 - 乃村健次）がいる。
スイート・ポテト
たぬきをモチーフにした成人男性のキャラクター。すてっぷ2001・2002年度に登場。じゃんぷ2003年度にも登場。発明家。焼き芋が好き。
キャラメル・プリン
猫をモチーフにした成人女性のキャラクター。すてっぷ2001・2002年度のみ登場。じゃんぷ2003年度にも登場。コンピュータが得意で料理好き。好物はプリン。
ハリー
ハリネズミをモチーフにしたおじいさんのキャラクター。じゃんぷ2002年度のみ登場。天気予報が得意。ロールケーキが好き。
ふくふく ほうざえもん
フクロウをモチーフにしたおじいさんのキャラクター。じゃんぷ2002年度のみ登場。物知り。豆大福が好き。オウム以外の鳥のキャラクターで唯一、しゃべることができる。
いろりん
色をモチーフにしたマトリョーシカ型の知育玩具のキャラクター。「あかりん」「あおりん」「きいろりん」など色によって性格が異なる。2019年以前は「いろっぴ」、2017年以前は「いろっち」というキャラクターだった。
ぽっぽん
汽車のキャラクター。音声ラーニングペン『おしゃべりしまじろうペン』をセットして走らせることができる。
Beepy（ビーピー）
こどもちゃれんじEnglishで登場。赤い車の妖精の女の子で、車の姿に変身することができる。トミカでも発売された。
Speedy（スピーディー）
こどもちゃれんじEnglishで登場する新幹線のキャラクター。
コラショ
ランドセルの妖精。ベネッセの通信教育教材『進研ゼミ小学講座』のマスコット。小学校進学が近づくと度々コラショが登場し、進研ゼミに誘う。

### 『しましまとらのしまじろう』の登場キャラクター

#### 黒猫3兄弟
猫をモチーフにした仲の良い3兄弟（三つ子）で原作の『こどもちゃれんじ』には登場しないテレビオリジナルキャラクターである。しまじろうたちとは悪戯が多いため対立することもあるが、場合によっては協力して問題を解決するなど友達として良好な関係を築いている。皆同じ顔をしていて区別がつきにくいが、普段は彼らが身につけているネクタイの模様で、夏服の場合はネクタイの模様と同じTシャツの柄でそれぞれを見分けることができる（柄は名前に対応している）。体格がしまじろうたちと比べると一回り大きい。初期では「ZETTAI!!」というキャラクターソングがあった（『しましまとらのしまじろうちゃれんじ島の仲間たち』に収録）。番組が放送終了する2008年3月をもって、このキャラクターたちは登場しなくなった。その後『しまじろうのわお!』では、「3兄弟」のキャラクターの声が黒猫3兄弟と同じメンバーで起用されている。初期はいわゆる悪ガキキャラでしまじろうたちのことをいじめていた。また、作中では3兄弟に似たキャラクター（カエルやコガネムシ、ゴキブリや亀、感情の虫、雷様、ミツバチ、海賊、大魔王など）が登場することもあった。
ドット
声 - 島田敏
3兄弟の長男。一人称は「俺」や「俺様」。ガキ大将気質でいつも威張っていて、やや短気なところがあり、トラブルの発端になることもしばしば。しかし、兄弟やしまじろうたちを思いやったり、間違いに気がつくと反省してケジメをつけるなど情に厚い面を見せることもある。弟たちからは「にいちゃん」や「あんちゃん」と呼ばれている。嫌いな物はトマト。高所恐怖症である。
初期はしまじろうのことを「しましま」と呼んでいた。
からくさ（初期はカタカナで「カラクサ」）
声 - 飛田展男
3兄弟の次男。ドットの思い付きに振り回され、時にいたずらに付き合うこともあるが、彼を諌めたり草花が好きな心優しい一面も持ちあわせている。のんびりしていてお人好し。要領が悪く、強引な兄と要領のいい弟に挟まれて損な役回りをさせられることが多い。生意気なペイズリーみたいな弟より、はなちゃんみたいな妹が欲しいと思うことがあるらしく、はなちゃん自身もからくさによく懐いている。一人称は「僕」。嗅覚に優れている。
ペイズリー
声 - 安達忍
3兄弟の末っ子。やはりドットの思い付きに振り回され、2人の兄に付き合っていたずらを仕掛けることもあるが、彼自身はしっかり者で度がすぎるドットを諌めることもある。みみりんに密かに恋心を抱いているようだが、みみりんはペイズリーにはまったく無関心である。少し兄たちに反抗的。一人称は「おいら」。
また、三兄弟の家はレンガ風の外壁で、屋根裏部屋に部屋を持つ。父や母がいることが明らかになっているものの実際に登場したことはない。

#### その他
メエメエ博士
声 - 飛田展男
山羊をモチーフにしたおじいさんのキャラクター。機械工学から科学、考古学など専門分野が広く、メカニックの腕も確かなようであるが、妙な発明が大好きで余り役に立たないものを作ったりしている。定職を持っていない隠居の身なので、しまじろうら子供たちを引率して遠足に行ったりもする。しまじろうたちには変人兼便利屋のように思われている様子。「世界一の科学者」という誉め言葉に弱い。黒猫三兄弟同様、『しましまとらのしまじろう』の終了をもって登場しなくなった。
モグちゃん
声 - 安西正弘（初代）、桜井敏治（二代目）
モグラをモチーフにした男の子、いつもサングラスを着けている。
もぐ之助
声 - こおろぎさとみ
もぐ太郎
声 - 渡辺久美子
モグラモチーフにした兄弟、おしゃぶりを吸う。「しましまとらのしまじろう」のモグラたちはいつも、サングラスを着けている。後期には登場しなくなる。
マッテくん
声 - 島本須美
カセットの『きみならどうする』のコーナーに登場。
ダッテくん
声 - 坂本千夏
カセットの『きみならどうする』のコーナー「1997年3月号」に登場。

### 『はっけん たいけん だいすき!しまじろう』以降からの登場キャラクター
以下の記号は登場した作品を表している。
★印は『はっけん たいけん だいすき!しまじろう』に登場する。
☆印は『しまじろう ヘソカ』に登場する。
●印は『しまじろうのわお！』に登場する（『しまじろう ヘソカ』からの継続登場キャラクターのみ）。
■印は前作の『しましまとらのしまじろう』にも登場していた。
▲印は原作の『こどもちゃれんじ』にも登場する。
マーくん
声 - 増田ゆき、小島幸子
登場 -  ★
さるをモチーフにした男の子。しまじろうの母・さくらの友達の息子。『はっけん たいけん だいすき!しまじろう』の第19話「マーくんとはなちゃん」で初登場。初登場時は人見知りが激しくはなちゃんとはすぐには仲良くなれなかった。しまじろうや、みみりん、とりっぴい、らむりんと遊んでいく中で、はなちゃんとも仲良くなれた。以降、彼が登場する回でははなちゃんとコンビでいるシーンが多くなる。母親（声 - 菊池いづみ）はグリーンコーディネーターで、とりっぴいの祖母のみちよのバンド仲間のドラマーが社長を務める会社での作業も依頼されている。
ジャン
声 - 笹森亜希
登場 -  ★☆
豚をモチーフとした兄弟の兄。自分の名前を名乗る時に前置きとして「サッカーの天才」と自称する。自己中心的な性格のため、そのことが理由でトラブルを引き起こすこともしばしばある（『ヘソカ』の「わざとじゃないよ！」ではゴミ箱に入れようとしたカステラをとりっぴいの背中に当て、とりっぴいがお化けと勘違いして次々にトラブルを起こした）。マルオが登場するまでドットに該当。年齢は6歳。ちゃれんじ園が舞台になってからは登場しなくなった。
ケン
声 - 戸田亜紀子
登場 -  ★☆
豚をモチーフにした兄弟の弟。兄の後に続いて名前を名乗る時、「同じく（サッカーの天才）」と自称する。兄の自分勝手な性格にしばしば困らされることもあるが、一方で慕っている面もあり、いつも一緒に行動している。サンカクとシカクが登場するまで前作のペイズリーとカラクサに該当。年齢は5歳。ジャンと同様にちゃれんじ園が舞台になってからは登場しなくなった。
ぽんたろう
声 - 松岡由貴
登場 -  ★☆●
たぬきをモチーフにした男の子。おじいさんのぽんざえもん（声 - 石井隆夫→多田野曜平→大川透）の家である大きな屋敷に住んでいる。裕福な家庭に生まれ育ったため、周囲と常識の感覚がやや異なり、時折、発言や行動が浮いてしまうことがある。「エッヘン」というのが口癖。年齢は不明。
ひつじい
声 - 小形満
登場 -  ★☆●
羊をモチーフにしたおじいさん。ぽんたろうの家の執事をしている。仕事で外国に住む両親に代わって、ぽんたろうを育てている。ぽんたろうには厳しめに接してはいるが、ついつい甘やかしてしまうことも多いが、非常に涙もろい一面もある。
レオナール・ガオガオ 3世（レオナール・ガオガオ3せい）
声 - 稲葉実
登場 -  ★☆●▲
ライオンをモチーフにした男性。通称「ガオガオさん」。「ふしぎ堂」という店を経営している発明家。商品や物事についてほらを吹く。特によく冒険談などを語るが、らむりんに虚言を見透かされている。時には科学でも分からない本当にふしぎな商品を出してくる。誕生日は4月4日、年齢は42歳、血液型はO型。
祖父・レオナール・ガオガオ1世も発明家で、父はレオナール・ガオガオ2世、母はソフィア・ガオガオ（音楽家）。8歳の頃両親がアフリカ探検に出かけた際に行方不明になってしまい、「フツーの人」になっていた。
しまじろうたちが冒険に出かける際の乗り物に乗せる時は、家族に迷惑をかけないよう身を案じている。
当初は原作の『こどもちゃれんじ』には登場しないテレビオリジナルキャラクターだったが、現在は原作の『こどもちゃれんじ』にも登場するようになった。
たま子先生（たまこ）
声 - 山門久美→葛谷知花
登場 -  ★☆●
猫をモチーフにした女性。眼鏡をかけている。絵本作家として有名でチャレンジ島に引っ越して来る。しまじろうたちからは「先生」と呼ばれ、作中世界で子供に大人気の絵本『つむりんとのろりん』の原作者。『しまじろうのわお!』で登場しなくなった。とりっぴいの祖母のみちよ、メイばあさん、にゃっきいの祖母よりこと共にロックを演奏したこともある。運動は苦手。さくらの仕事の仕入れ相手でもある。
ののちゃん
声 - 豊崎愛生
登場 -  ☆
リスをモチーフにした女の子。シティで人気のドーナツ店の子で、しまじろうたちの近所に引っ越して来た。優しいが内気な性格で思っていることをはっきり言えないところがある。しかし自宅では明るくおしゃべりで、ドーナツ店の手伝いも積極的にしている。ちゃれんじ園が舞台になってからは登場しなくなった。
つむりん
声 - 成瀬誠
登場 -  ★☆
のろりん
声 - 中村大樹
登場 -  ★☆
たま子先生の絵本に登場するカタツムリとカメのキャラクター。作中作のキャラクターではあるが、しまじろうたちが絵本の世界に入る話などで登場する。常にコンビで旅をしており、度々悪巧みをするアルマジロ大王を懲らしめたりしている。カタツムリとカメなので歩くのはとても遅いが、怒ると体が赤くなって物凄い速さで移動できるようになる。つむりん・のろりん共に兄弟がいる。
アルマジロ大王
声 - 柳沢栄治
登場 -  ★☆
たま子先生の絵本に登場するアルマジロのキャラクター。悪事を働き、つむりん・のろりんに挑むが2人のアイテム・友情ステッキにより敗北し、体を妖精サイズにまで縮められる。
マルオ
声 - 島田敏
登場 -  ★☆
三兄弟の長男。前作のドットに該当。
サンカク
声 - 飛田展男
登場 -  ★☆
三兄弟の二男。前作のカラクサに該当。
シカク
声 - 安達忍
登場 -  ★☆
三兄弟の三男。前作のペイズリーに該当。
モグラをモチーフにした3兄弟。『はっけん たいけん だいすき!しまじろう』のアニメ30分スペシャル回に初登場し、ヘソカで準レギュラーとなった。黒猫3兄弟の声優が声を当てており、喋り方や兄弟の順番、性格が黒猫3兄弟と全く同じ、顔が似ているが服の模様で見分けられる点など、多くの特徴を引き継いでいる。
サンタクロース
声 - 村松康雄
登場 -  ☆●
『しまじろう ヘソカ』から本格的に登場。毎年クリスマスシーズンに登場している。2012年『わお!』では2週にわたり登場している。
ラットマン
声 - 花輪英司
登場 -  ★☆●■
ねずみをモチーフにした男性で、劇中の映画に出てくヒーロー。この中のキャラクターでは唯一、『しましまとらのしまじろう』時代にも登場したことがある。

#### 『しまじろうのわお!』からの登場キャラクター
リチャード
声 - 鳥海勝美
うさぎをモチーフにした男性。ガオガオさんの親友。現在はチャレンジ島に来ていて、様々な仕事をこなしている。外国人。外国なまりの日本語を話す。しかこ先生のことが好きで、しかこ先生の手伝いをすることも。初登場では、日本語が全く喋れなかった。
メイばあさん
声 - 沢海陽子
山羊をモチーフにしたおばあさん。しまたろうが郵便の配達で訪れたおばあさん。とりっぴいの祖母のみちよとにゃっきいの祖母のよりことたま子先生と一緒にロックをやったこともある。行き別れの息子がいる。実はしまじろうと同じ誕生日(5月5日)で同時にサプライズしそうになったこともある。
セイさん
声 - 髙階俊嗣
セイウチをモチーフにした男性。八百屋をやっている。気さくで親切な性格でやさしい。『わお!』の「おにいちゃんのかわり」ではなちゃんにちゃれんじ園までの道を教えてあげたことがある。
ジジ
声 - 桂一雅
カメをモチーフにしたおじいさん。ガオガオさんの発明の師匠である老亀。爬虫類のキャラクターでは唯一喋ることができる。元々は映画『しまじろうとくじらのうた』に登場するキャラクターだった。
クレープ屋の兄さん
声 - 田中智士
ラクダをモチーフにした男性。ワゴンカーでクレープ屋をやっている。しまじろうたちに美味しいクレープを用意してくれる。
あみりい
声 - 高橋ミナミ
ライオンをモチーフにした女の子。電動車いすに乗っている。『わお!』の492話「こんにちは あみりい!」で初登場し、それ以降、準レギュラーとして登場するようになる。にゃっきいの兄のにいすけのクラスに転校してきた。ドッジボールが得意。恐竜が好き。『わお!』の548話では、姉のにいな（声 - 佐藤利奈）が登場する。
まあや
声 - 洲崎綾
オコジョをモチーフにした女の子。『わお!』の557話「あいたい!あみりい」で初登場。あみりいの幼なじみで親友で、あみりいが引っ越してくる前の町に住んでいる。
ウーリー・モコ・カーリー
『わお!』の668話「なかよし さんきょうだい?!」のゲストキャラクターたちだったが、後に準レギュラーとなる。しまじろうのテレビシリーズでは数少ない悪役キャラクターでもある。3兄弟の子供。モコとカーリーが喧嘩するシーンもあるが基本的に兄弟仲は良い。
公園を占領しており、公園にやってきたしまじろうたちに意地悪をしたのでしまじろうたちと対決することになる。しまじろうたちとの対決後はしまじろうから「いつか友達になれるかな?」と思われている。
ウーリー
声 - 塚田悠衣
モコとカーリーの兄である男の子。頭がいいが抜けている。
モコ
声 - 栗坂南美
ウーリーの妹でカーリーの姉である女の子。おてんばで、自分が一番かわいいと思っている。
カーリー
声 - 菊池こころ
3兄弟の末っ子である子供。歌音痴。